# Footwork FA13
La Footwork FA13 è una monoposto di Formula 1 impiegata dal team Footwork nella stagione 1992 e nelle prime due gare della stagione 1993.

## Contesto e sviluppo
La FA13, progettata da Alan Jenkins, era una vettura convenzionale dalle linee semplici e pulite, con un frontale ispirato a quello della Jordan 191 che corse nella stagione precedente. La vettura era spinta dal motore Mugen-Honda (portati in dote dal pilota giapponese Aguri Suzuki), il quale era un'evoluzione del motore Honda V10 utilizzato dalla McLaren nelle stagioni 1989 e 1990 e dalla Tyrrell nel 1991.

## Carriera agonistica

### 1992
La vettura si rivelò molto affidabile; con Michele Alboreto alla guida terminò quasi tutte le gare. Fu anche discretamente competitiva: Alboreto andò a punti in quattro occasioni, con due quinti posti (in Spagna e ad Imola) e due sesti (in Brasile ed in Portogallo); inoltre si piazzo settimo, ovvero ai margini della zona punti, in sei gare. Suzuki invece non fece segnare alcun punto. Il team a fine anno raccolse 6 punti, tutti ad opera di Alboreto, e si piazzò al settimo posto nel campionato costruttori, al pari della Ligier.

### 1993
Per la stagione successiva il team acquistò dalla McLaren il sistema di sospensioni attive, che venne integrato nel design della nuova FA14. In attesa del debutto della nuova vettura, i piloti corsero le prime due gare della stagione con la FA13B, una versione aggiornata della vettura che corse nella stagione precedente.

## Risultati completi
| Anno | Vettura       | Motore      | Gomme | Piloti           |    |    |     |   |    |    |    |     |    |     |     |     |     |    |    |     |  |  |  |  |  |  |  |  | Punti | Pos. |
| ---- | ------------- | ----------- | ----- | ---------------- | -- | -- | --- | - | -- | -- | -- | --- | -- | --- | --- | --- | --- | -- | -- | --- |  |  |  |  |  |  |  |  | ----- | ---- |
| 1992 | Footwork FA13 | Mugen-Honda | G     | Michele Alboreto | 10 | 13 | 6   | 5 | 5  | 7  | 7  | 7   | 7  | 9   | 7   | Rit | 7   | 6  | 15 | Rit |  |  |  |  |  |  |  |  | 6     | 7º   |
| 1992 | Footwork FA13 | Mugen-Honda | G     | Aguri Suzuki     | 8  | NQ | Rit | 7 | 10 | 11 | NQ | Rit | 12 | Rit | Rit | 9   | Rit | 10 | 8  | 8   |  |  |  |  |  |  |  |  | 6     | 7º   |

| Anno | Vettura        | Motore      | Gomme | Piloti        |     |     |  |  |  |  |  |  |  |  |  |  |  |  |  |  |  |  |  |  |  |  |  |  | Punti | Pos. |
| ---- | -------------- | ----------- | ----- | ------------- | --- | --- |  |  |  |  |  |  |  |  |  |  |  |  |  |  |  |  |  |  |  |  |  |  | ----- | ---- |
| 1993 | Footwork FA13B | Mugen-Honda | G     | Derek Warwick | 7   | 9   |  |  |  |  |  |  |  |  |  |  |  |  |  |  |  |  |  |  |  |  |  |  | 4*    | 9º   |
| 1993 | Footwork FA13B | Mugen-Honda | G     | Aguri Suzuki  | Rit | Rit |  |  |  |  |  |  |  |  |  |  |  |  |  |  |  |  |  |  |  |  |  |  | 4*    | 9º   |

*punti totalizzati con la FA14